# Plagiometriona dodonea
Plagiometriona dodonea  (лат.) — вид жуков щитоносок (Cassidini) из семейства листоедов. Эндемик Южной Америки: Бразилия (Rio de Janeiro, Santa Catarina). Форма тела уплощённая. Растительноядный вид, питается растениями семейства паслёновые (Solanaceae: Capsicum mirabile, Solanum campaniforme).